# 대한민국-라틴 아메리카 관계
대한민국-라틴 아메리카 관계는 대한민국과 라틴 아메리카 국가들의 다자주의 및 지역 차원에서 관계이다.

## 상세
대한민국은 라틴 아메리카와 외교적 관계를 1959년 브라질과 처음 수교를 맺으면서 첫 발을 내딛게 된다. 이후 콜롬비아, 아르헨티나, 칠레, 우루과이 등 다양한 국가들과 수교를 하였으며, 2024년을 기점으로 쿠바와 수교하게 되면서 라틴 아메리카 내 모든 국가와 수교를 완료하였다. 한국과 라틴 아메리카는 협력을 다양한 분야에서 실행하고 있다. 한국과 콜롬비아는 6.25 전쟁에서 같이 참전한 경험이 있으며, 칠레와는 역사상 처음으로 자유 무역 협정을 체결하였다. 21세기를 기점으로 한국과 라틴 아메리카 국가 간 인적 교류, 문화 교류가 한층 강화되고 있다.

## 라틴 아메리카 국가들과 관계
| 국가            | 수교일     | 비고                         |
| --------------- | ---------- | ---------------------------- |
| 아르헨티나      | 1962-02-15 | 대한민국-아르헨티나 관계     |
| 볼리비아        | 1965-04-25 | 대한민국-볼리비아 관계       |
| 브라질          | 1959-10-31 | 대한민국-브라질 관계         |
| 칠레            | 1962-04-18 | 대한민국-칠레 관계           |
| 콜롬비아        | 1962-03-10 | 대한민국-콜롬비아 관계       |
| 코스타리카      | 1962-08-15 | 대한민국-코스타리카 관계     |
| 쿠바            | 2024-02-14 | 대한민국-쿠바 관계           |
| 도미니카 공화국 | 1962-06-06 | 대한민국-도미니카공화국 관계 |
| 에콰도르        | 1962-10-05 | 대한민국-에콰도르 관계       |
| 엘살바도르      | 1962-08-30 | 대한민국-엘살바도르 관계     |
| 과테말라        | 1962-10-24 | 과테말라-대한민국 관계       |
| 온두라스        | 1962-04-01 | 대한민국-온두라스 관계       |
| 멕시코          | 1962-01-26 | 대한민국-멕시코 관계         |
| 니카라과        | 1962-01-26 | 니카라과-대한민국 관계       |
| 파나마          | 1962-09-30 | 대한민국-파나마 관계         |
| 파라과이        | 1962-06-12 | 대한민국-파라과이 관계       |
| 페루            | 1963-04-01 | 대한민국-페루 관계           |
| 우루과이        | 1964-10-07 | 대한민국-우루과이 관계       |
| 베네수엘라      | 1965-04-29 | 대한민국-베네수엘라 관계     |

## 같이 보기
- 대한민국의 대외 관계
- 인도-태평양 전략